# キヨシ・ウエマツ
キヨシ・ウエマツ（Kiyoshi Uematsu Treviño、1978年7月10日- ）は、スペインのバスク地方ビスカヤ県ポルトゥガレテ出身の日系人柔道選手。階級は73kg級。身長175cm。60kg級で活躍していたケンジ・ウエマツは兄。

## 人物
1996年の世界ジュニア65kg級では2位となり、60kg級で優勝した兄のケンジとともに兄弟でメダリストになった。シニアになると2001年には73kg級に階級を上げて、2004年のヨーロッパ選手権では優勝を果たした。さらに、アテネオリンピックにも兄と一緒に出場したものの、初戦で敗れた。しかし、2005年の世界選手権では銅メダルを獲得した。2008年の北京オリンピックには出場できず、2011年にはグランプリ大会で優勝こそはならなかったものの3度もメダルを獲得した。ロンドンオリンピックの出場権は確保したが、同オリンピックでは初戦でロシアのマンスール・イサエフの前に指導2で敗れた。
ビスカヤ県のサントゥルツィにあるヤマブキ道場で柔道を指導しているタツミ・ウエマツを父に持つ。

## 主な戦績
65kg級での戦績
- 1996年 - 世界ジュニア　2位
- 1996年 - ヨーロッパジュニア　優勝
- 1997年 - ブルガリア国際　3位
- 1997年 - ヨーロッパジュニア　3位

66kg級での戦績
- 1998年 - ハンガリー国際　3位
- 1999年 - フランス国際　2位
- 1999年 - ポーランド国際　優勝
- 1999年 - 世界選手権　7位
- 2000年 - ポーランド国際　3位

73kg級での戦績
- 2001年 - オーストリア国際　3位
- 2002年 - ドイツ国際　3位
- 2002年 - チェコ国際　3位
- 2003年 - ドイツ国際　2位
- 2003年 - ヨーロッパ選手権　2位
- 2004年 - ロシア国際　3位
- 2004年 - チェコ国際　優勝
- 2004年 - ヨーロッパ選手権　優勝
- 2005年 - エストニア国際　3位
- 2005年 - 地中海競技大会　優勝
- 2005年 - 世界選手権　3位
- 2006年 - ドイツ国際　3位
- 2007年 - ドイツ国際　2位
- 2008年 - ヨーロッパ選手権　2位
- 2009年 - ワールドカップ・ブダペスト　優勝
- 2009年 - 地中海競技大会　3位
- 2009年 - 世界選手権　7位
- 2009年 - グランプリ・青島　3位
- 2011年 - グランプリ・デュッセルドルフ　2位
- 2011年 - ワールドカップ・ワルシャワ　3位
- 2011年 - グランプリ・アブダビ　3位
- 2011年 - グランプリ・アムステルダム　3位